# Obra de arte total

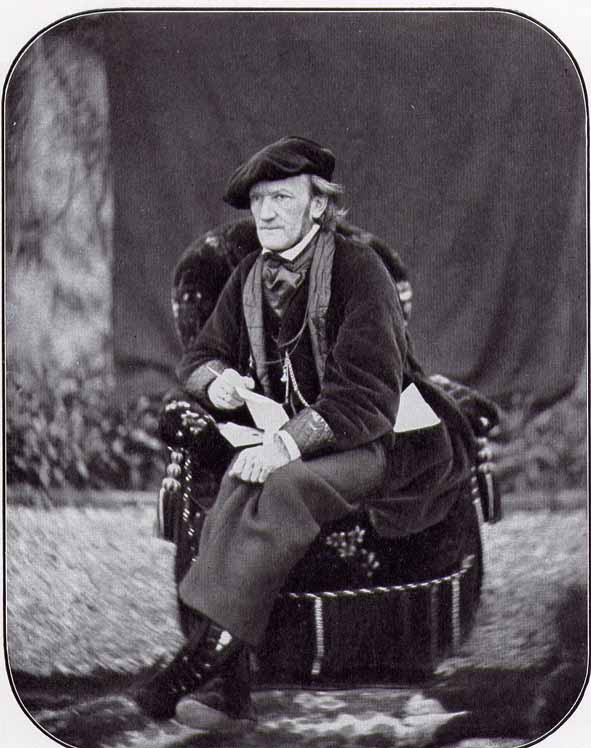
Richard Wagner. Creador de la "obra de arte total".

El término alemán Gesamtkunstwerk (traducible como obra de arte total) es un concepto atribuido al compositor de ópera Richard Wagner, quien lo acuñó para referirse a un tipo de obra de arte que integraba las seis artes: la música, la danza, la poesía, la pintura, la escultura y la arquitectura. Wagner creía que la tragedia griega fusionaba todos estos elementos, que luego se separaron en distintas artes; de hecho, Wagner era muy crítico con el tipo de ópera imperante en su época, a la que acusaba de centrarse demasiado en argumentos fatuos con música casi subordinada a requerimientos del texto y lucimiento de los solistas y dejando casi ignorados a los demás elementos. Wagner concedía gran importancia a los elementos ambientales, tales como la iluminación, los efectos de sonido o la disposición de los asientos, para centrar toda la atención del espectador en el escenario, logrando así su completa inmersión en el drama. Sin embargo, fácilmente se tiende a confundir las ideas de Wagner, pues él, aunque propuso que todas las formas de arte tienen gran importancia, no son necesariamente igual de importantes. La obra donde se nota más claramente una "igualdad relativa" de todas las formas de arte en Wagner es El oro del Rin. Pero como el mismo Hans Richter llegó a afirmar: "Pasado el tiempo, si bien para Richard Wagner sus teorías tenían validez, terminó entendiendo que la música es lo que define a una obra". Así, en los dramas maduros de Wagner, como Tristán e Isolda, La valquiria, Sigfrido, El ocaso de los dioses y Parsifal, va ganando de manera creciente mayor importancia el contenido musical. Estas ideas eran revolucionarias en su momento, pero pronto pasaron a ser asumidas por la ópera moderna.
Desde su acuñación, el término ha sido utilizado para describir distintas manifestaciones artísticas en las que se combinan elementos de varias artes. En arquitectura, por ejemplo, se emplea este término para describir a un edificio en el que cada parte está diseñada para complementar a otras dentro de un todo. En épocas recientes, el arte cinematográfico y otras manifestaciones audiovisuales populares, han sido descritos como "obras de arte total" por su combinación de teatro, música, imagen, etc. 
El término también fue empleado por los artistas pertenecientes a la "Secesión de Viena" de comienzos del siglo XX, para describir su objetivo estético.